# Anagyris
Anagyris és un gènere de plantes amb flor de la subfamília faboideae dins de la família de les fabàcies.

## Taxonomia
El gènere Anagyris té dues espècies de les regions Mediterrània i Macaronèsica. Als Països Catalans només és autòctona el garrofer del diable (Anagyris foetida)., també conegut com a "herba dels ballesters", un arbust que presenta algunes semblances amb el veritable tramús o "txotxo". d'aquest gènere són:
- Anagyris barbata
- Anagyris cretica
- Anagyris foetida - Garrofer del diable
- Anagyris glauca
- Anagyris indica
- Anagyris inodora
- Anagyris latifolia
- Anagyris neapolitana
- Anagyris nepalensis
- Anagyris sinensis